# Josep de Parma
Josep de Parma, en italià Giuseppe Maria Pietro Paolo Francesco Roberto Tomaso-d'Aquino Andrea-Avellino Biagio Mauro Carlo Stanislao Luigi Filippo-Neri Leone Bernardo Antonio Ferdinando di Borbone-Parma e Piacenza (Biarritz, França 1875 - Pianore, Itàlia 1950) fou un príncep de Borbó-Parma que va esdevenir duc titular del Ducat de Parma entre 1939 i 1950.

## Orígens familiars
Va néixer el 30 de juny de 1875 a la ciutat de Biarritz, població situada a França, essent fill del duc Robert I de Parma i la seva primera esposa, Maria Pia de Borbó-Dues Sicílies. Fou net per línia paterna de Carles III de Parma i Lluïsa de França, i per línia materna del rei Ferran II de les Dues Sicílies i Maria Teresa d'Àustria.
Fou germà de Maria Lluïsa de Borbó-Parma, casada amb Ferran I de Bulgària; i Enric i Elies de Parma. Així mateix fou germà, per part de pare, de Xavier I de Parma; de Zita de Borbó-Parma, casada amb Carles I d'Àustria; i Fèlix de Borbó-Parma, casada amb Carlota I de Luxemburg.

## Duc titular de Parma
Com el seu germà gran, Enric de Parma, va néixer amb retard mental, i a la mort d'aquell fou nomenat duc titular del Ducat de Parma. Com Enric tingué la regència del seu germà Elies de Parma, el qual assumí el rol de cap familiar.
Josep morí el 7 de gener de 1950 a la Vil·la Pianore i sense haver-se casat mai nomenà successor al seu germà Elies.

## Honors
- Cavaller de l'Orde del Toisó d'Or